# Yucca confinis
Yucca confinis (englischer Trivialname: „Yucca of the boundary“) ist eine Pflanzenart der Gattung der Palmlilien (Yucca) in der Familie der Spargelgewächse (Asparagaceae).

## Beschreibung
Die solitär wachsende Yucca confinis bildet einen kurzen Stamm. Die unregelmäßig angeordneten, glatten, steifen blauen bis grünen Laubblätter sind 0,5 bis 0,8 Meter lang und bilden an den Blatträndern Fasern.
Der zwischen den Blättern beginnende aufrechte oder zur Seite geneigte, verzweigte, Blütenstand wird 1 bis 1,3 Meter hoch und ragt über die Blätter hinaus. Die hängenden, kugelförmigen, zwittrigen Blüten weisen eine Länge von etwa 6 bis 12 cm und einen Durchmesser von 2 bis 3 cm auf. Die länglichen, weißen, cremefarbenen Blütenhüllblätter sind 5,5 bis 9 cm lang. Die Blütezeit reicht von März bis April. Charakteristisch sind die bis 20 cm langen, zylindrischen Früchte.
Yucca confinis ist verwandt mit Yucca arizonica. Im Gegensatz zu ihr ist sie jedoch in allen Ausmaßen größer. Einige Autoren sehen eine Hybride dieser Art. Yucca confinis ist ein Vertreter der Sektion Yucca, Serie Baccatae.
Sie ist bei trockenem Stand frosthart bis minus 10 °C.

## Verbreitung
Yucca confinis ist in Mexiko, den USA in der Chihuahua-Wüste und Sonora-Wüste in Ebenen und steinigen Hängen in Höhenlagen zwischen 1200 und 1700 Meter verbreitet. Vergesellschaftet ist diese Art mit verschiedenen Kakteen- und Agaven-Arten.

## Systematik
Die Erstbeschreibung durch Susan Adams McKelvey unter dem Namen Yucca confinis ist 1938 veröffentlicht worden.

## Bilder
Yucca confinis:

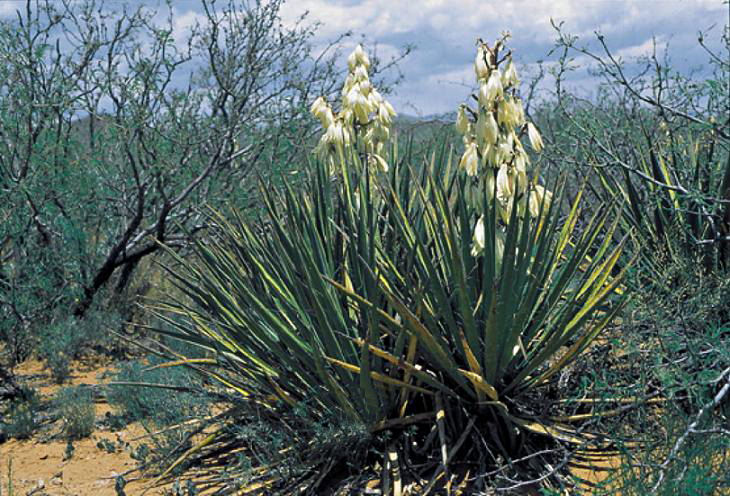
Mit Blütenstand in New Mexico
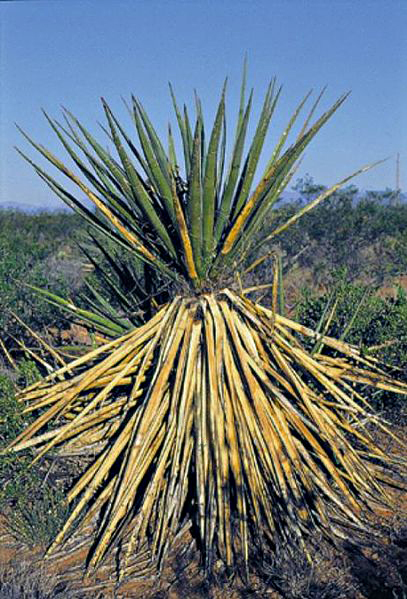
Mit kurzem Stamm in Arizona